# Білоклицька Галина Федорівна
Білоклицька Галина Федорівна (нар. 19 березня 1951, Одеса) — український медик, науковець, професор, заслужений діяч науки і техніки України. Завідувач кафедри терапевтичної стоматології НМАПО імені П. Л. Шупика .

## Біографічні відомості
1974 р. — Закінчила стоматологічний факультет Одеського медичного інституту ім. М. І. Пірогова.
1974 по 1996 рр. працювала в Одеському науково-дослідному інституті на посадах: старший лаборант, молодший науковий співробітник, провідний науковий співробітник, завідувач відділу захворювань пародонту.
1996 р. захистила докторську дисертацію на тему: «Клініко-патогенетичне обґрунтування диференційованої фармакотерапії генералізованого пародонтиту».
2001 р. рішенням Атестаційної комісії Міністерства освіти і науки України присвоєно вчене звання професора. Має вищі кваліфікаційні категорії із спеціальностей «Терапевтична стоматологія» та «Стоматологія».
з січня 2003 р. — завідувач кафедри терапевтичної стоматології НМАПО імені П. Л. Шупика.

## Наукова діяльність
Результати наукової діяльності: нова класифікація і теорія патогенезу пародонтиту, теорія патогенезу гіперестезії дентину, оригінальні інноваційні методи діагностики, профілактики та лікування захворювань пародонта, слизової оболонки
порожнини рота, гіперестезії твердих тканин зуба — впроваджені в стоматологічних установах України.
Автор понад 350 наукових праць, серед яких 7 підручників і навчальних посібників, 31 патент.
Член спеціалізованої Вченої ради за спеціальністю «Стоматологія» при ІС НМАПО імені П. Л. Шупика та НМУ імені О. О. Богомольця, член Вченої ради НМАПО імені П. Л. Шупика і Інституту стоматології НМАПО імені П. Л. Шупика. :Член редколегій журналів «Современная стоматология» (Україна, Київ), «Новини стоматологіі» (Україна, Львів), «Імплантологія. Пародонтологія. Остеологія» (Україна, Львів), «Вісник стоматології» (Україна, Одеса), «Рецепт» (Україна, Київ), «Парадонтология» (Росія, Санкт-Петербург), «Stomatologia Wspotczesna» (Польща).

## Учні
Керівник 3 докторських та 19 кандидатських дисертаційних робіт.

## Міжнародна діяльність
2006 р. — організатор і перший президент «Асоціації лікарів-пародонтологів України» (АЛПУ). В її активі 9 міжнародних конференцій з участю спеціалістів в області пародонтології Європи, 70 національних конференцій, майстер-класів та шкіл.
2013 р. АЛПУ прийнята як асоціативний член у міжнародне співтовариство — Європейську федерацію пародонтологів (EFP).
2015 р. АЛПУ брала участь в офіційній церемонії відкриття ЄВРО-Періо-8 (Лондон, Англія).

## Нагороди
Почесна грамота Верховної Ради України, Почесні грамоти та нагрудні значки «Творець».
Орден «Свічки» Міжнародної Асоціації Стоматологічного Розвитку (IADP). Вітчизняна професійна нагорода області терапевтичної стоматології — «Медаллю імені професора М. Ф. Данилевського», Повний кавалер духовного ордена «Свята Анна».
Має подяки від Комітету Верховної Ради України з питань охорони здоров'я, Міністра МОЗ України.

## Публікації
1. Білоклицька Г. Ф., Калюжна Л. Д. Хвороби шкіри обличчя, слизової оболонки ротової порожнини та червоної облямівки губ / Навч. Посібник. — К.: Грамота, 2007. — 280 с.
2. Белоклицкая Г. Ф., Волинская Т. Б. Азбука ручного скейлинга. — К.: Издательская компания «КИТ», 2011. — 68 с.
3. Білоклицька Г. Ф., Ашаренкова О. В., Копчак О. В.. Сучасні пломбувальні матеріали та методи їх використання в терапевтичній стоматології: [навчальний посібник] /  К.: Видавничий дім «Асканія», 2013.  143 с.
4. Білоклицька Г. Ф., Копчак О. В., Ашаренкова О. В. Гіперестезія твердих тканин зубів: диференційовані підходи до лікування і профілактики залежно від особливостей етіології та патогенезу. — К..: ТОВ «Інтерсервіс» 2015. — 25 с.
5. Білоклицька Г. Ф., Решетняк О. В. Комплексне лікування хворих на кандидоз слизової оболонки порожнини рота, Київ 2015. — 20 с.
6. Білоклицька Г. Ф., Солнцева Т. О. Чи потрібна в Україні спеціальність лікар- пародонтолог// Імплантологія Пародонтологія Остеологія .- 2011.-№ 3.-С.76-80.
7. Белоклицкая Г. Ф., Цецура Н. В. Влияние пародонтальных пленок с цефтриаксоном и нимесулидом на пародонтальный статус больных генерализованным пародонтитом, ассоциированным с ревматоидным артритом // Современная стоматология 2010.-№ 5 (54).-С. 54-58.
8. «Терапевтична стоматологія в тестових питаннях, ситуаційних завданнях». Навчальний посібник." під редак. проф. Білоклицької Г. Ф. К.: Грамота.-2011.-231с.
9. Белоклицкая Г. Ф., Ашаренкова О.В, Богданова М. М. Оценка пролонгированного действия гигиенического лечено-профилактического комплекса "Colgate Total Pro «Здоровье десен» на этапе первичного пародонтологического лечения (фаза I) больных с хроническим течением генерализованного пародонтита // Современная стоматология. — 2013. — № 2. — С. 121—126.
10. Белоклицкая Г. Ф., Павленко Э. М. Пародонтологический статус людей пожилого и старческого возраста // Современная стоматология. — 2013. — № 2. — С. 117—119.
11. Белоклицкая Г. Ф., Савченко Н. В., Пахомова В. А. Оценка эффективности комплексного подхода к лечению гиперестезии твердых тканей зубов разной этиологии, ассоциированной с гастроэзофагеальной рефлюксной болезнью, на основании изменения кислотно-щелочного гомеостаза ротовой жидкости полости рта // Современная стоматология. — 2014. — № 1. — С. 54–58.
12. Белоклицкая Г. Ф., Копчак О. В. Оценка клинической эффективности применения инъекционной формы богатой тромбоцитами аутоплазмы в комплексном лечении генерализованного пародонтита // Современная стоматология — 2014.- №. — С.24.-27.
13. Білоклицька Г. Ф., Копчак О. В. Оценка клинической эффективности применения инъекционной формы богатой тромбоцитами аутоплазмы в комплексном лечении генерализованного пародонтита // Современная стоматология.-2014.№ 4(73) -38-41.
14. Biloklytska G.F., Kopchak O. V. The role of antibodies to heat shock proteins in pathogenesis of generalized periodontitis. Journal n. 4/2015 I & J — Quintessenza Internazionale (September/October 2015), р. 147—149.
15. Biloklytska G.F., Kopchak O.V. , Sydoryk L.L., Yakovenko L.F. Antibodies against prokaryotic Hsp60 and human Hsp60 in periodontal disease // Proceedings of the world congress Euro-Perio-8, Landon.- 2015. Р 140.
16. Biloklytska G.F., Kopchak O.V. The use of platelet-rich plasma (PRP) in reparative periodontology // Stomatologia wspolczєsna. — 2014. № 3 р 8-17.
17. Белоклицкая Г. Ф., Копчак О. В., Воробйова Г. М. Зміни цитокінового профілю і вмісту анти — Hsp60 антитіл різної специфічності при генералізованому пародонтиті // Український стоматологічний Альманах. Полтава -2016., № 1.(Том 1).- С. 24-28.
18. Белоклицкая Г. Ф., Копчак О. В., Ашаренкова О. В., Митянская Е. А. Профессиональная гигиена полости рта у пациентов с генерализованным пародонтитом, осложненным гиперестезией зубов // Дентарт. — № 1. — 2016. — С. 46-52.
19. Білоклицька Г. Ф., Панченко Л. М., Браун Ю. Є. Регенераторний потенціал кісткової тканини у хворих на генералізований пародонтит II, II—III ст. та аналіз його значення при проведенні хірургічних втручань на пародонті // Український стоматологічний альманах, 2016, № 1 (том 1). С. 29-32.
20. Biloklytska G.F., Grigorovskiy V.V., Braun I.E. Analysis of morphological changes of periodontal tisses in patients with generalized periodontitis under combined surgical treatment// Stomatologia wspolczєsna. — 2016.- Vol. 23, № 3.- P. 8-16.
21. Biloklytska G.F., Kopchak O.V., Vorobjova A.M. The changes of cytokine profile in patients with periodontal disease // Stomatologia wspolczєsna. — 2016. № 1.- Р. 10-14.
22. Biloklytska G.F., Kopchak O.V. The role of antibodies to heat shok proteins in pathogenesis of chronic periodontitis in patients with cardiovascular diseases // Stomatologia wspolczєsna. — 2016. № 3 Р. 17-19.